# Budapest Challenger 2 1998
Il Budapest Challenger 2 1998 è stato un torneo di tennis facente parte della categoria ATP Challenger Series nell'ambito dell'ATP Challenger Series 1998. Il torneo si è giocato a Budapest in Ungheria dal 14 al 20 settembre 1998 su campi in terra rossa.

## Vincitori

### Singolare
Renzo Furlan ha battuto in finale  Christophe Van Garsse con il punteggio di 6–2, 6–3

### Doppio
Gábor Köves /  Thomas Strengberger hanno battuto in finale  Leoš Friedl /  Radek Štěpánek con il punteggio di 6–4, 6–4